# Goascorán
Goascorán é uma cidade hondurenha do departamento de Valle.